# Reussbrücke (Luzern)
Die Reussbrücke ist eine Stahlfachwerkbrücke über die Reuss in Luzern im Schweizer Kanton Luzern.

## Konstruktion
Die Eisenfachwerkbrücke wurde 1877 gebaut. Über zwei gepfählte Flusspfeiler wurden drei ungerichtete Parallelfachwerkträger gelegt. Das filigrane Bauwerk ist über der Fahrbahn mit reich verzierten schmiedeeisernen Geländern und gusseisernen Kandelabern geschmückt. Auf der Brücke befinden sich vierzehn Sitzbänke.

## Geschichte
Zum ersten Mal wurde eine steinerne Reussbrücke 1168 erwähnt, sie ist die älteste Brücke der Stadt Luzern und die älteste über die Reuss.
Die aktuelle Brücke ersetzte den ersten befahrbaren Wasserübergang über die Reuss, eine hölzerne Konstruktion von 1860.
Den Namen Schnyderbrücke hat die Brücke im Volksmund, weil am südlichen Brückenkopf das Schnyder-Huus steht, in dem ab den 1840er-Jahren bis 2009 ein gleichnamiges Modehaus seinen Sitz hatte.

## Status
Das Bauwerk ist denkmalgeschützt.

## Nutzung
Die Brücke wurde ursprünglich als zweispurige Strassenbrücke für den Verkehr gebaut. Heute dient der Übergang zwischen Kron- und Kramgasse nur noch Fussgängern und Velofahrern.
Durchschnittlich überqueren 15'300 Personen pro Tag die Reussbrücke (Stand 2017).
Veloland Routen 3 (Nord-Süd-Route), 9 (Seen-Route), 24 (Emmental–Entlebuch), 38 (Luzerner Hinterland–Rigi), 56 (Seetal–Bözberg) und 67 (Wynental-Route) sowie Mountainbike Route 77 (Napf Bike) und Skatingland Route 66 (Zentralschweiz Skate) führen über die Brücke.